# Datasaab
Datasaab era la divisió informàtica de la companyia constructora d'avions Saab de Linköping, Suècia, que més tard fou una companyia independent. La seva història es remunta al desembre de 1954 quan Saab va obtenir una llicència per construir la seva pròpia còpia de BESK, un ordinador que Matematikmaskinnämnden (el comitè governamental suec per al maquinari matemàtic) havia construït utilitzant vàlvules de buit. La còpia es va completar l'any 1957 i es va anomenar SARA. La seva potència computacional es va utilitzar en els càlculs necessaris per dissenyar la següent generació de l'avió militar Saab 37 Viggen.
Amb la intenció de desenvolupar un ordinador que pogués ser instal·lat a bord d'un avió, el grup dirigit per Viggo Wentzel va aconseguir l'any 1960 un prototip completament transistoritzat anomenat D2. Aquest fet va definir les activitats de la companyia en les dues dècades següents. El desenvolupament va seguir dues línies. Per una banda, i com a objectiu principal, es van desenvolupar ordinadors pel Viggen. Per altra banda, es va desenvolupar una línia d'ordinadors per a ús civil.
L'ordinador de navegació CK37 es va completar l'any 1971 i va ser utilitzat en el Viggen.

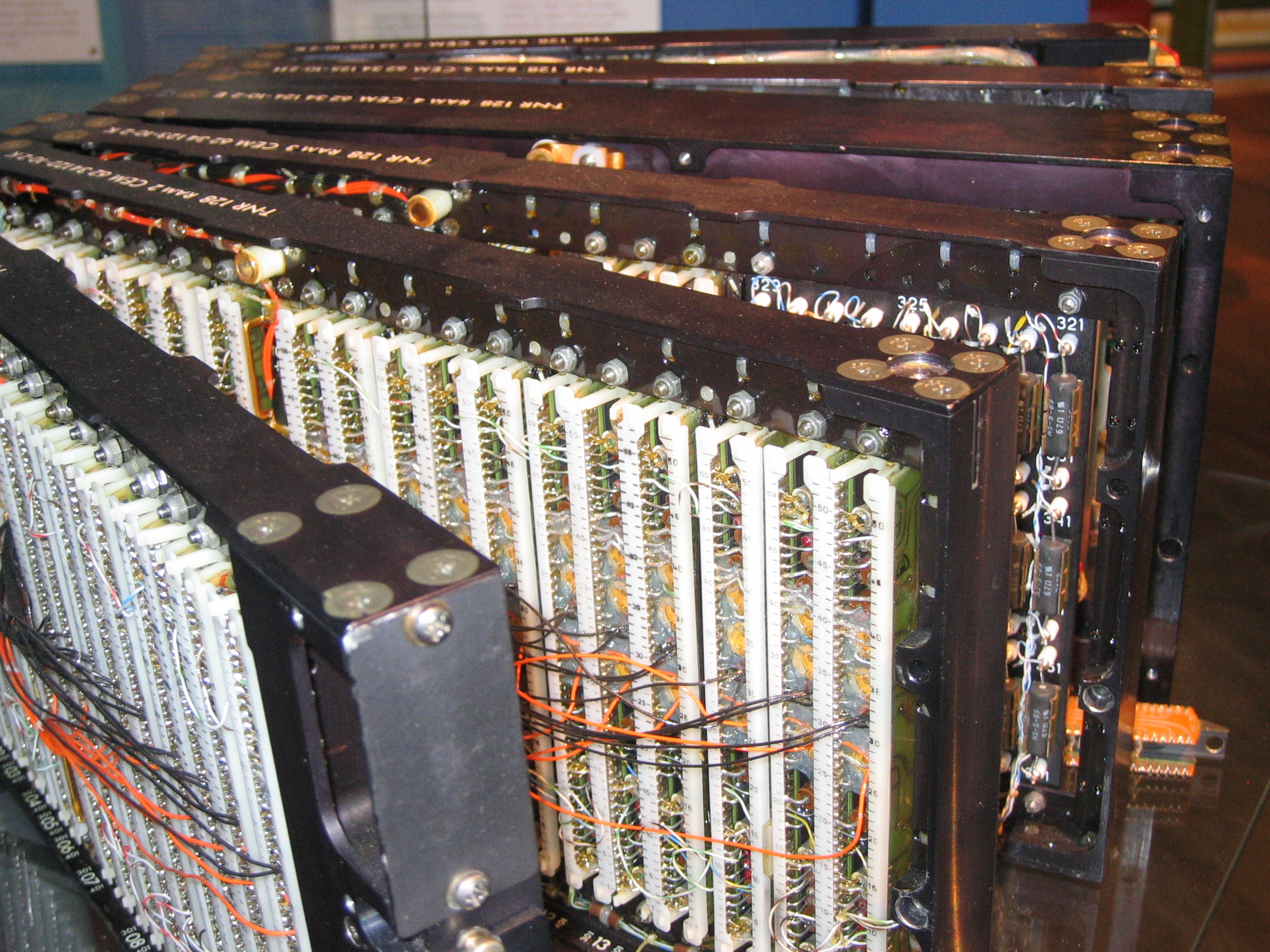
Detall d'un ordinador CK37

Del primer model civil D21 (1962) se’n van fer una trentena d'unitats que es van vendre a diversos països. Després d'aquest primer model, se’n van fer diverses versions amb noms com D22 (1966), D220, D23, D5, D15 i D16. Quan el govern suec va necessitar 20 ordinadors els anys 1960 per calcular les taxes, va comparar els ordinadors de Saab i els d'IBM i els de Saab van resultar millors.
Més tard, es van usar els D5s per establir el primer i més gran sistema de terminals bancàries pels bancs dels països nòrdics, un sistema que es va emprar fins als finals dels 1980.
L'any 1971, les tecnologies de Standard Radio & Telefon AB (SRT) i Saab es van combinar per formar Stansaab AS. La companyia se centrava a sistemes per a dades en temps real per aplicacions comercials i relacionades amb l'aviació.
L'any 1975, el sistema D23 es va endarrerir seriosament i la solució va ser unir la companyia amb UNIVAC. L'any 1978, aquesta companyia es va fusionar amb una divisió de Saab i va esdevenir Datasaab. Més tard va ser propietat d'Ericsson, Nokia I ICL.
Quan Intel va posar un demanda judicial al seu competidor UMC per una violació d'una patent sobre diverses tecnologies, entre elles la modificació de microcodi del processador i de parts del processador treballant de forma asíncrona, UMC va esmentar un article que descrivia que aquestes tecnologies ja havien estat emprades en el D23 l'any 1972. Com que les patents d'Intel eren del 1978, això implicava que les patents no podien haver-se acceptat perquè la tecnologia ja havia estat emprada amb anterioritat.
L'any 1973 es va crear la societat acadèmica Lysator a la Universitat de Linköping quan es va donar un antic D21. La història de la companyia ha estat documentada per diversos membres de la societat Datasaabs Vänner ("Amics de Datasaab") fundada l'any 1993 per documentar i disseminar informació referent a la història de la informàtica a Suècia. Des de l'any 2004 diversos ordinadors de Datasaab s'exhibeixen al museu d'informàtica IT-ceum de Linköping.
El nom de Datasaab també ha estat connectat a un incident de finals dels 1970 relacionat amb transferència il·legal de tecnologia a la Unió Soviètica. Aquest fet és resumit en un capítol del llibre Techno-Bandits (1984). L'any 1973 es va fer una sol·licitud per un sistema de control de tràfic aeri pels aeroports de Moscou, Kíev i Mineralnye Vody. Stansaab va guanyar i es va fer un contracte entre l'empresa i Aeroflot el mes de setembre de 1975. Tanmateix, parts del sistema contractat es basaven en components dels Estats Units, pels quals l'empresa sueca no podia obtenir les llicències d'exportació necessàries. Aleshores van comprar els components als Estats Units, els van reetiquetar i els van introduir de contraban a Moscou utilitzant diplomàtics soviètics.
Datasaab es va separar de Saab l'any 1978 i es va unir a Stansaab per a formar la nova companyia Datasaab AB.
L'operació de contraband es va descobrir l'octubre de 1980 i es coneix com l'afer Dastasaab (Datasaabaffären). A començament del 1981, Datasaab va ser adquirida per Ericsson i va esdevenir la seva divisió d'informàtica (Ericsson Information Systems). L'abril de 1984 Ericsson va ser multat amb 3,12 milions de dollars per incompliment dels controls d'exportació, i va acceptar la multa.